# Dexter (Novo México)
Dexter é uma cidade  localizada no estado americano de Novo México, no Condado de Chaves.

## Demografia
Segundo o censo americano de 2000, a sua população era de 1235 habitantes.
Em 2006, foi estimada uma população de 1244, um aumento de 9 (0.7%).

## Geografia
De acordo com o United States Census Bureau tem uma área de
2,1 km², dos quais 1,9 km² cobertos por terra e 0,2 km² cobertos por água.

## Localidades na vizinhança
O diagrama seguinte representa as localidades num raio de 40 km ao redor de Dexter.